# Râul Nicolina, Bahlui (Iași)
Nicolina este un râu din estul României care izvorăște din comuna Bârnova (județul Iași) și se varsă în râul Bahlui, pe teritoriul municipiului Iași. Are o lungime de 20 km. 
Râul Nicolina izvorăște din Codrii Iașilor, lângă dealul Rotunda, de la o altitudine de peste 350 metri, sub platourile structurale împădurite aflate în sudul comunei Bârnova. El are o lungime de 20 km și o suprafață a bazinului hidrografic de 177 km². In  cartierul Nicolina II , situat in munincipiul Iasi,  debitul mediu multianual  masoara 0,477 m³/s, aceasta valoare  fiind determinata la stația hidrometrică Nicolina, din zona respectiva . Ulterior mai in aval, in zona cartierului Mircea cel Batran , inainte de varsarea in raul Bahlui , debitul mediu multianual ajunge la 0.498 m³/s. 
Odată cu ieșirea din comuna Bârnova, are loc o schimbare a traseului de curgere pe direcția est-vest. Râul Nicolina străbate apoi municipiul Iași, intrând în oraș prin partea de sud, prin cartierul C.U.G. Apoi, traversează cartierul Nicolina II, după care prin cartierul Nicolina I străbate cartierele Galata și Mircea cel Bătrân, la capătul acestuia vărsându-se în râul Bahlui. Confluența celor două ape are loc în zona fostului Stadion Constructorul.
Pe teritoriul municipiului Iași, albia râului Nicolina este regularizată, fiind controlate debitele salubre, cele necesare satisfacerii cerinței de apă a consumatorilor casnici și industriali sau cele de viitură. Au fost construite diguri de protecție cu parapeți pentru a feri orașul de consecințele unor inundații.
Pe malul stâng al râului, în cartierul Nicolina, se află Crucea lui Ferenț, un important monument istoric al Iașului.

## Temperaturi și inundații
Modul de variație a temperaturilor medii lunare ale apei râului urmărește îndeaproape modul de variație a temperaturii aerului, înregistrându-se un maxim în luna iulie (18 °C) și un minim în luna februarie (0,1 °C). În perioada de vară, debitul râului scade foarte mult, iar temperatura crește. În iulie 1958 pe râul Nicolina s-a înregistrat o temperatură de 36,8 °C. Iarna, când temperatura aerului scade sub 0 °C, râul îngheață la suprafață.
În intervalul martie-aprilie, se scurge cam 37% din volumul total de apă dintr-un an, ca urmare a topirii zăpezilor. Cea mai redusă scurgere medie lunară se înregistrează în luna octombrie (2,4% din volumul anual).
Cele mai mari viituri produse ca urmare a ieșirii din matcă a râului Nicolina au avut loc în ziua de 24 iulie 1980, când s-a înregistrat un debit maxim de 87 m³/s.
Din punct de vedere antropic, mineralizarea medie multianuală a apei râului Nicolina la Iași, ca sumă a ionilor principali, a fost de 931 mg/l.

## Poluarea râului

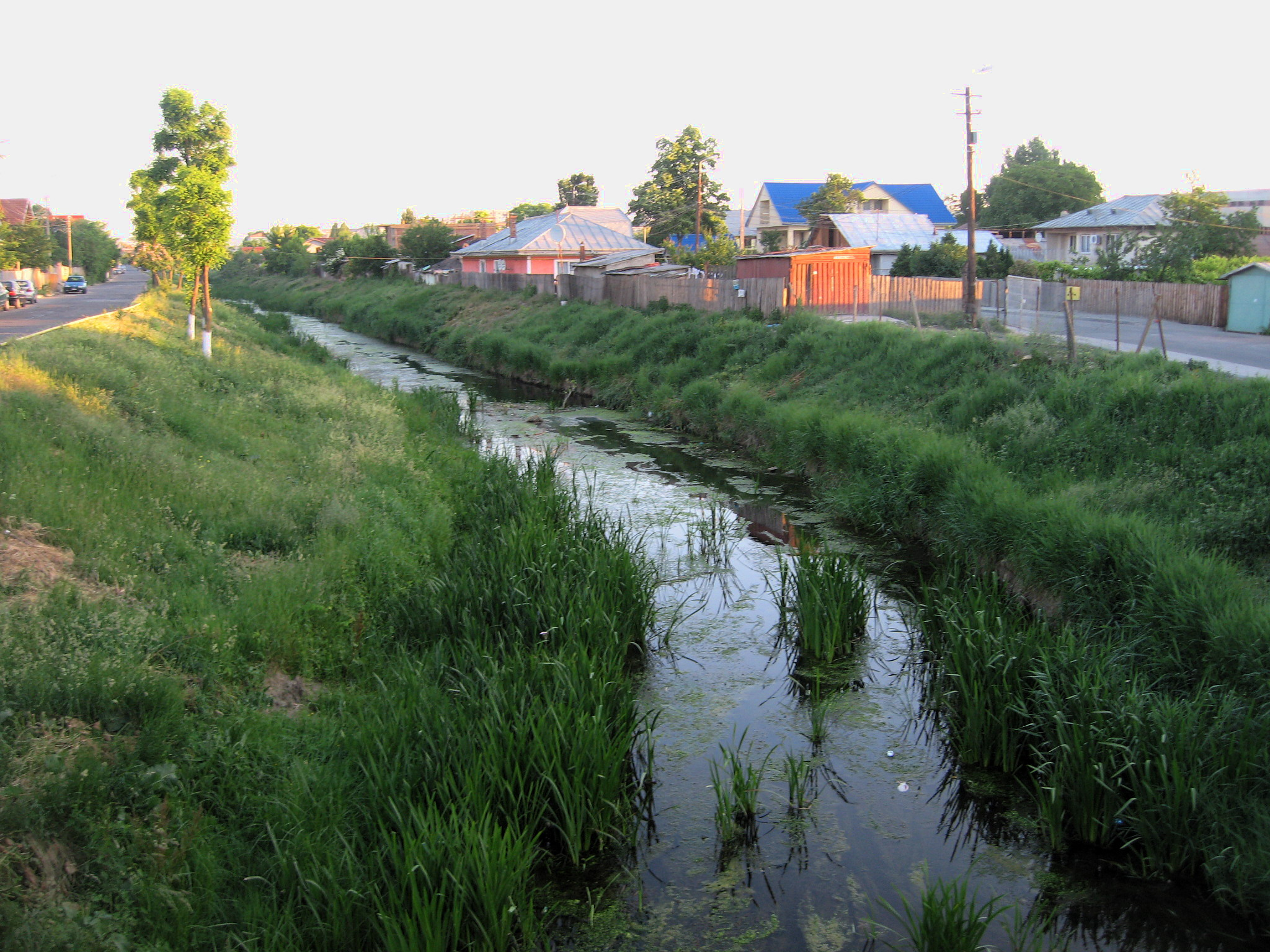
Râul Nicolina traversând cartierul Galata

Începând din anul 2009, râul Nicolina a fost inclus în programul național de monitorizare a calității apelor din bazinul hidrografic al râului Prut. Secțiunea de recoltare a probelor necesare efectuării analizelor fizico-chimice a fost stabilită la circa 50 metri în amonte de confluența cu râul Bahlui, frecvența de recoltare a probelor fiind trimestrială.
Ca principale surse de poluare a râului Nicolina au fost identificate: unitățile industriale S.C. Moldoforest S.A. Iași (aflată pe teritoriul comunei Ciurea), S.C. Fortus S.A. Iași (care deversează în apele râului nichel, cadmiu și plumb)  și Halta de zgură a S.C. Fortus S.A., monitorizate permanent prin analizele efectuate de laboratorul de specialitate al Direcției Apelor Prut Iași.
De asemenea, populația riverană din municipiul Iași constituie o importantă sursă de poluare prin depozitarea în albia râului a diferitelor categorii de deșeuri menajere sau prin evacuarea directă a apelor uzate menajere. Albia râului este foarte murdară, plină de gunoaie și de vegetație abundentă, răspândind un miros pestilențial.

## Imagini

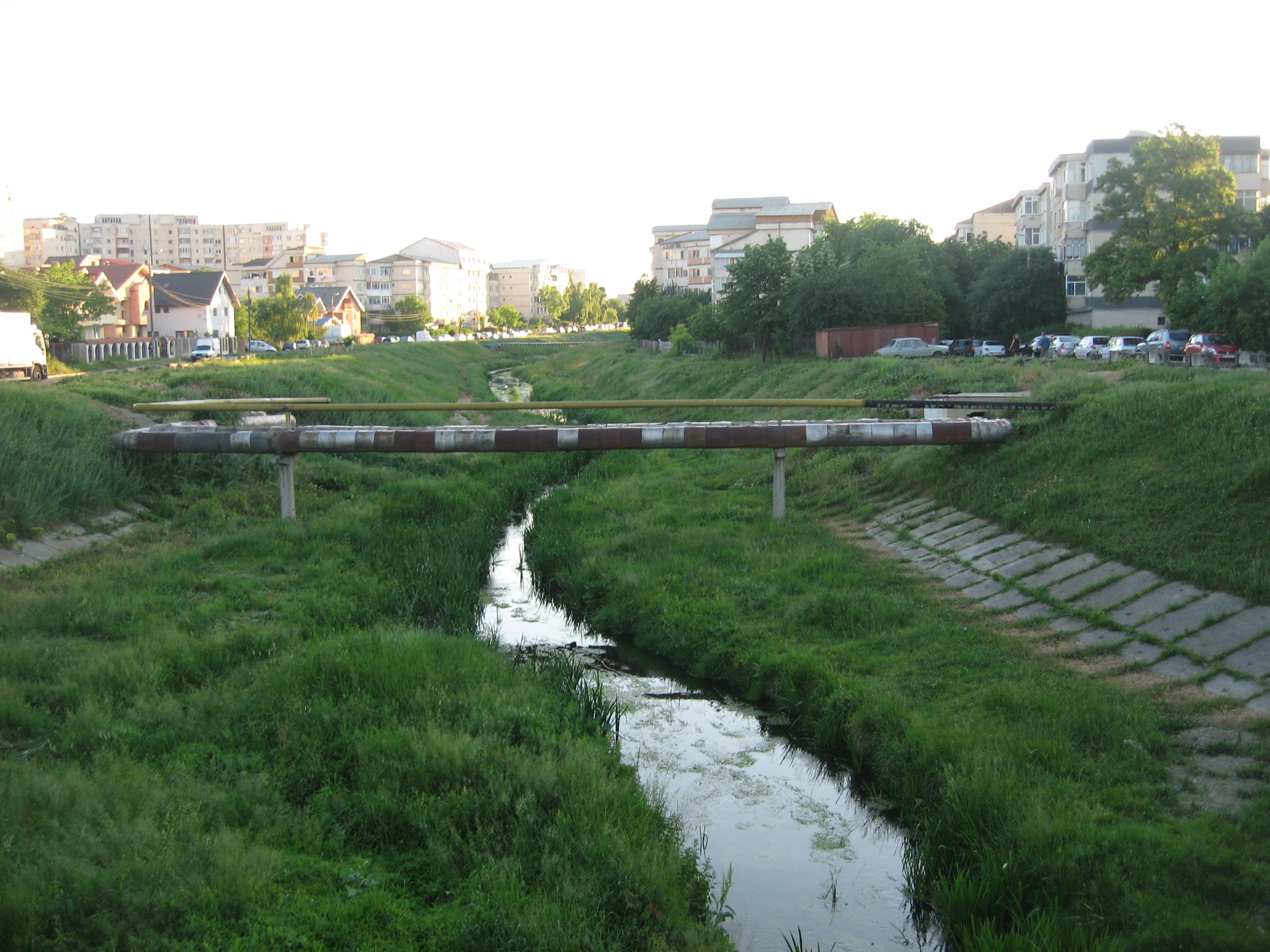
Râul Nicolina văzut de pe podul de la Piața Sudului
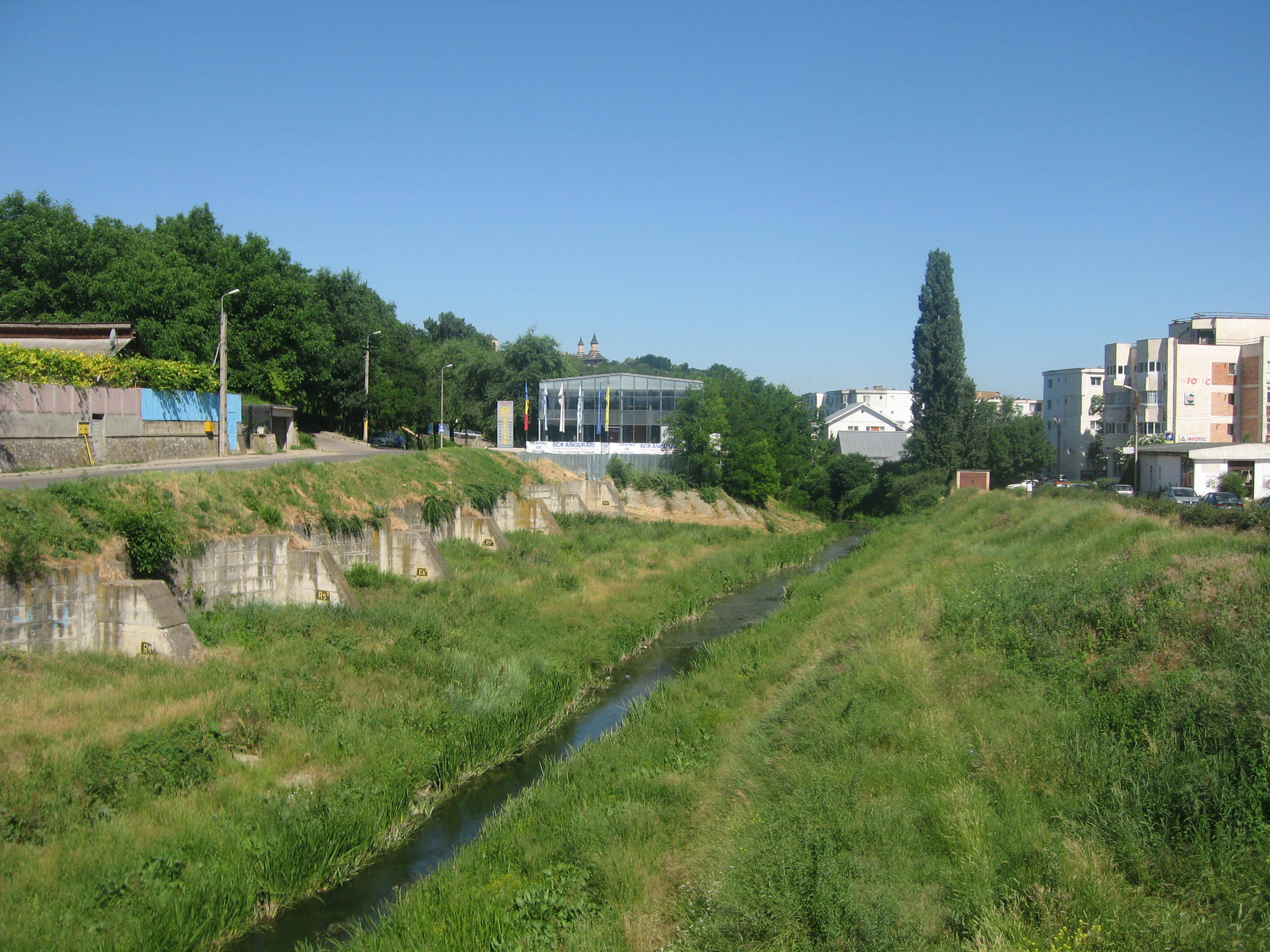
Râul Nicolina văzut de pe podul din cartierul Nicolina
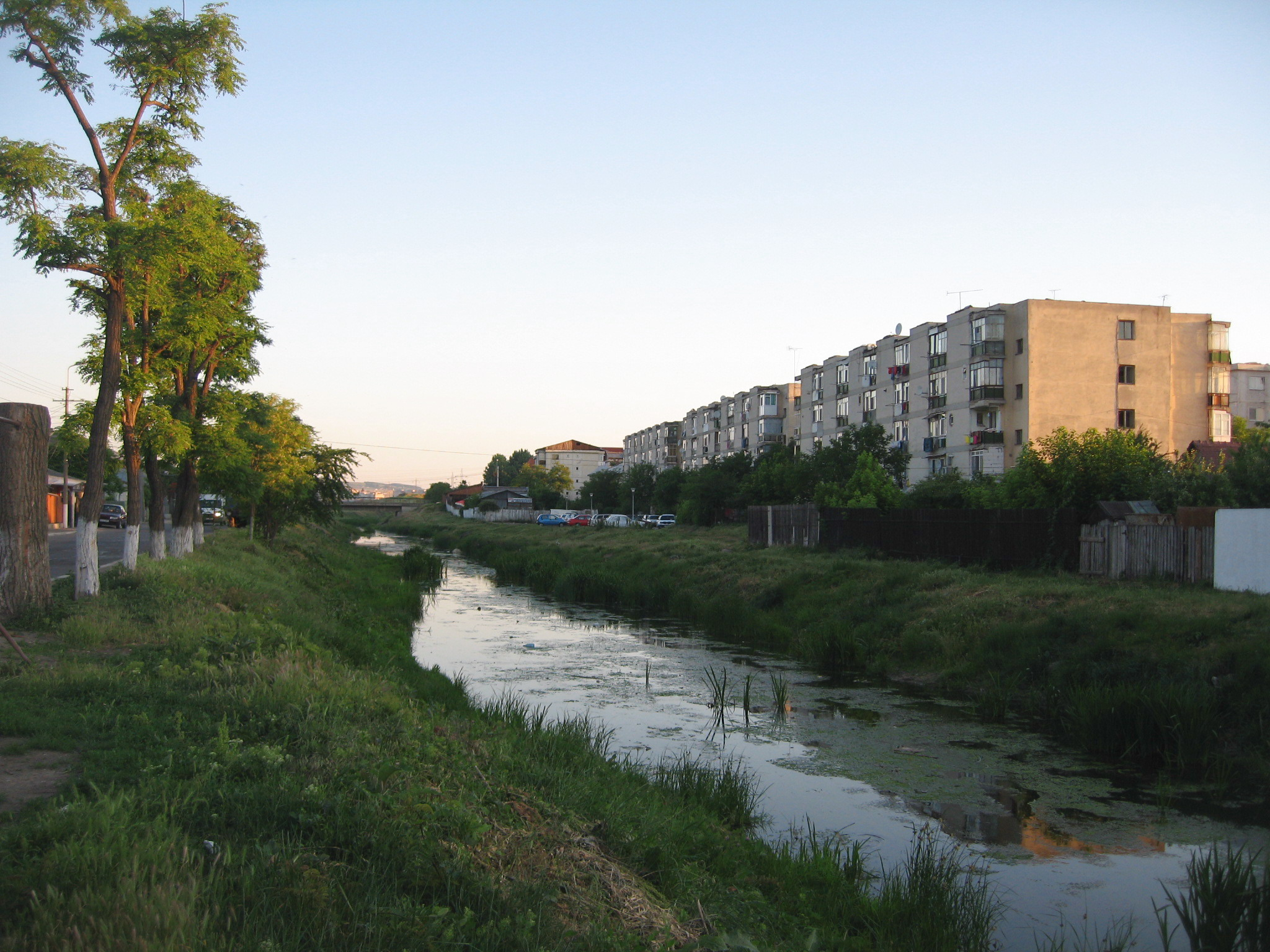
Râul Nicolina văzut de pe podul din cartierul Galata
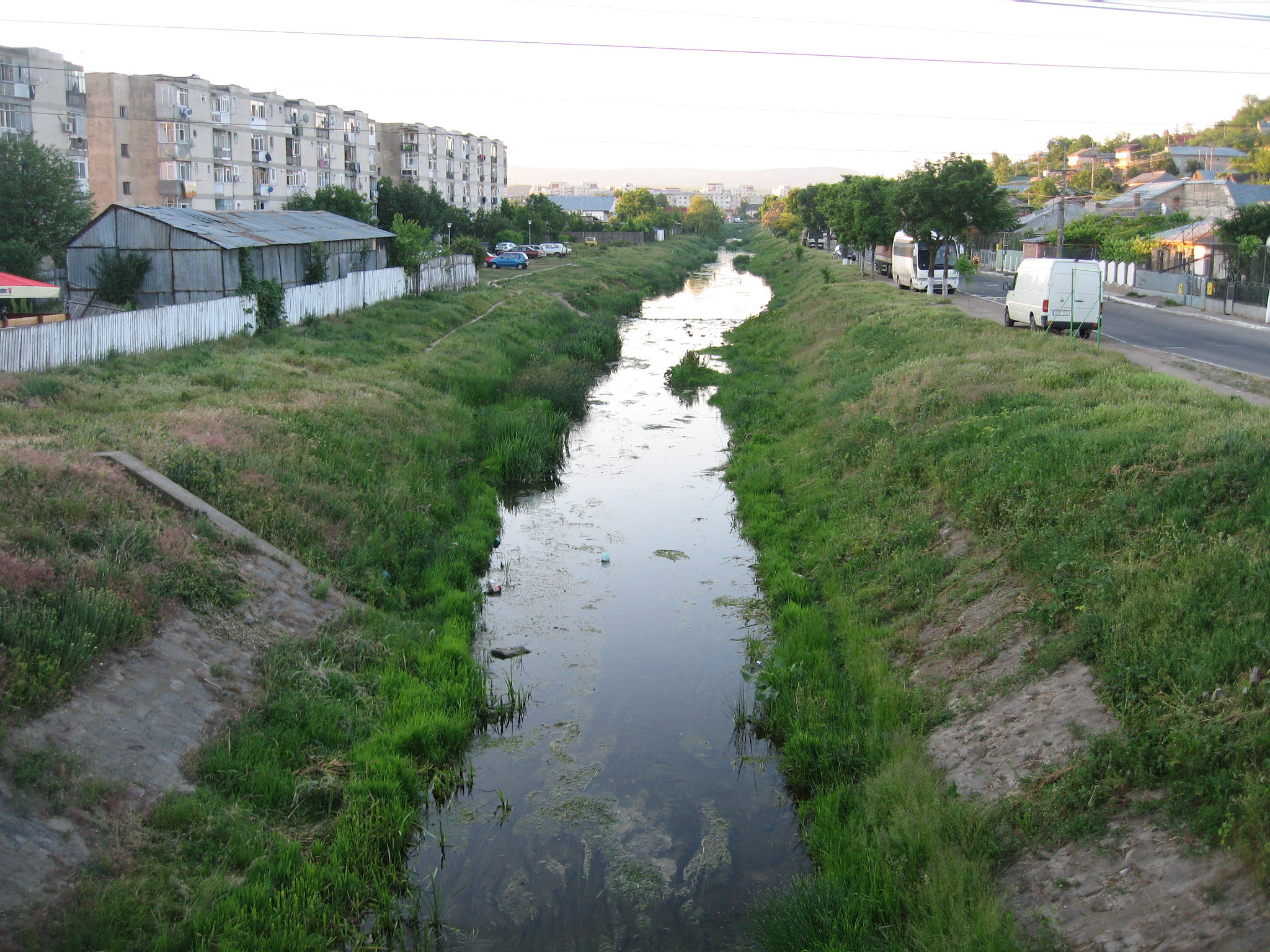
Râul Nicolina văzut de pe podul din cartierul Galata
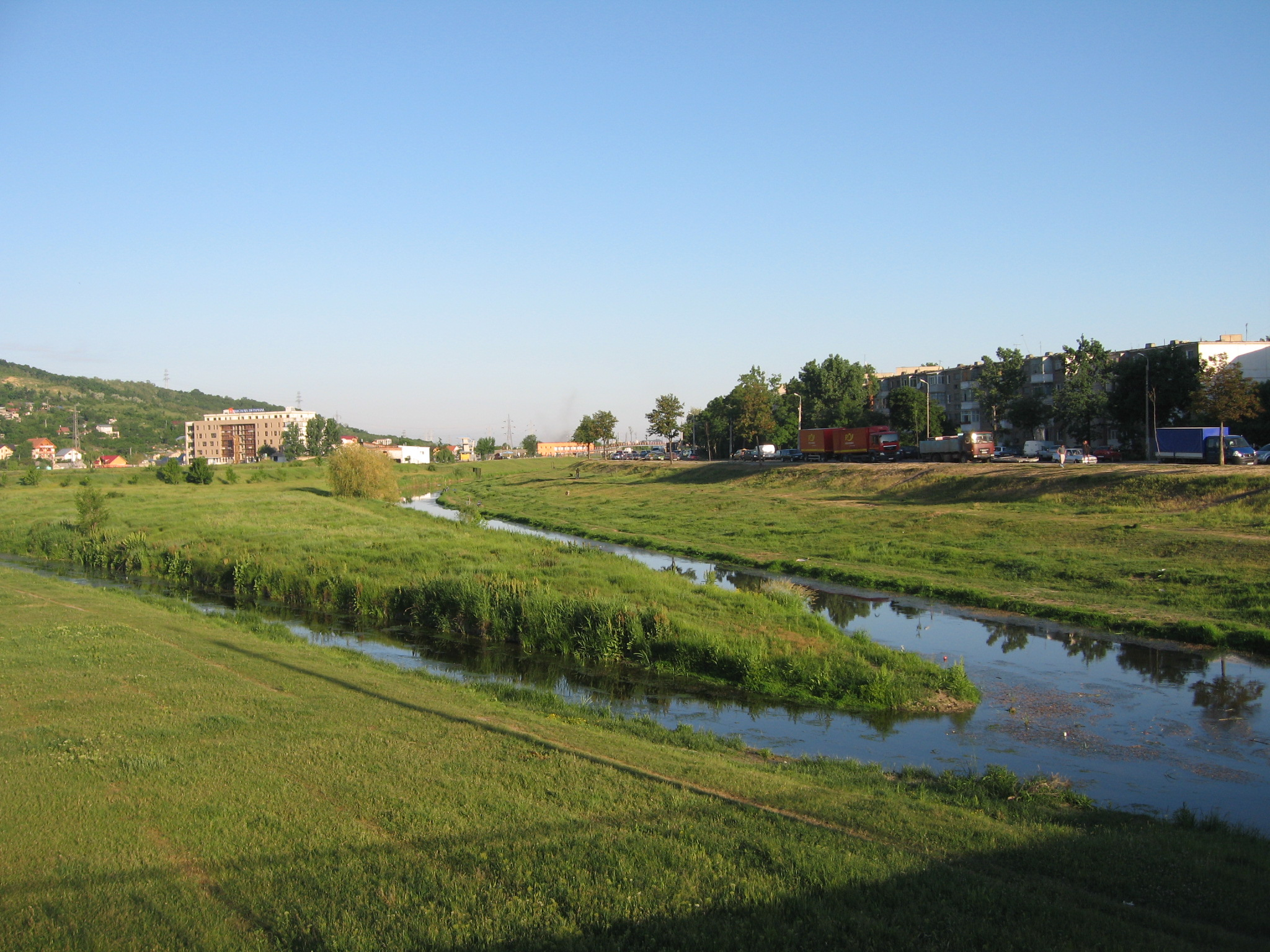
Confluența râurilor Nicolina (stânga) și Bahlui (dreapta)